# چرخه سوخت هسته‌ای

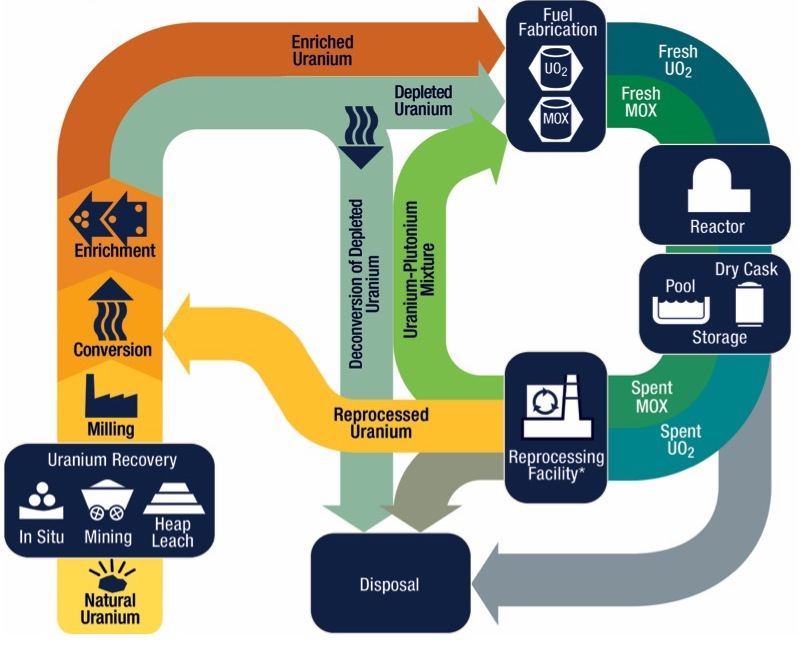
چرخه سوخت هسته ای چگونگی استخراج، پردازش، استفاده و دفع سوخت هسته ای را توصیف می کند

چرخه سوخت هسته‌ای به مراحل اکتشاف و استخراج و غنی‌سازی و کاربرد و دفع و بازیافت سوخت هسته‌ای گفته می‌شود.

## اکتشاف
منابع سوخت هسته‌ای در بسیاری از مناطق جهان وجود دارد. کار اکتشاف با هدف کشف منابعی که استخراج آن صرفهٔ اقتصادی داشته باشد انجام می‌گیرد.

## استخراج
کانسنگ های مواد مناسب سوخت اتمی، مانند اورانیوم، به روش‌های متداول استخراج معادن استخراج می‌شود.

## غنی‌سازی
مقاله اصلی: غنی سازی اورانیوم 
برای افزایش درصدِ ایزوتوپ‌های  مفید در سوخت هسته‌ای، مراحلی برای تغلیظ و غنی‌سازی انجام می‌گیرد.

## تهیهٔ سوخت
مواد غنی‌شده به صورت مناسب برای کار در راکتور هسته‌ای تغییرشکل می‌یابد.

## کاربرد
سوخت در رآکتور هسته‌ای به‌کار گرفته می‌شود و انرژی تولید می‌کند.

## دفع
سوخت به‌کاررفته از رآکتور خارج می‌شود و در محوطه‌های ویژه دفن می‌شود، یا برای بازیافت به تأسیسات بازیافت فرستاده می‌شود.

## بازیافت
بعضی از انواع سوخت مصرف‌شده بازیافت‌پذیر است و این کار در تأسیسات ویژه انجام می‌گیرد و مواد حاصل از آن دوباره به‌عنوان سوخت به‌کار می‌رود.

## نگارخانه

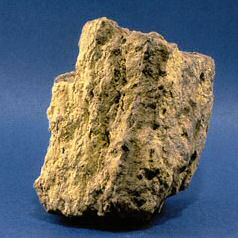
سنگ معدن اورانیوم - ماده خام سوخت اصلی
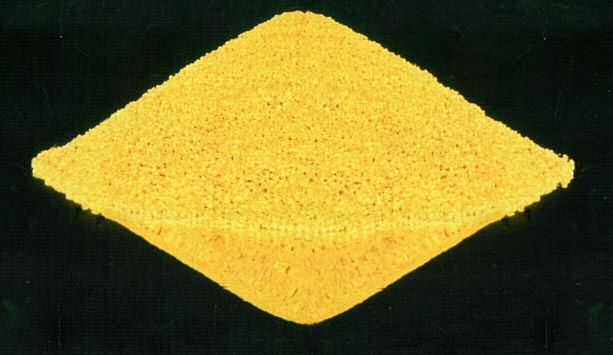
کیک زرد
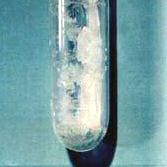
هگزافلوراید اورانیوم
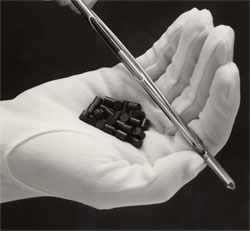
سوخت هسته‌ای